# ماس إفكت (سلسلة ألعاب فيديو)
ماس إفكت (بالانكليزية Mass Effect) وتعني التأثير الشامل هي سلسلة ألعاب فيديو من نوع الخيال العلمي، التصويب وتقمص الأدوار من تطوير شركة بايوير الكندية، أطلقت على منصات العاب بلاي ستيشن وأكس بوكس ونظام مايكروسوفت ويندوز وقد أطلق الجزء الثالث من السلسلة على جهاز الوي يو أيضا.
تتمحور الاجزاء الثلاثة الرئيسية للسلسلة حول جندي يدعى القائد شيبرد (Shepard) مهمته ان يحمي المجرة من جنس من كائنات ميكانيكية قوية المعروفة باسم الريببرز (الحاصدون) وعملائهم ومنهم غريم الجزء الاول سارين ارتيريوس.
الجزء الثاني من اللعبة تجري احداثه بعد عامين من احداث الجزء الأول حيث يقاتل شيبرد الكوليكترز (الجامعون) وهم جنس فضائي يخطفون مستعمرات بشرية كامله في خطة لمساعدة الريبرز للعودة إلى مجرة درب التبانة.
بينما يتمحور الجزء الأخير من الثلاثية حول الحرب المستعرة بين البشر والريبرز.
الأجزاء الثلاثة الرئيسية من سلسلة ماس إفيكت حققت نجاحا تجاريا كبيرا واشادة كبيره من النقاد، حيث حظيت السلسلة بالإشادة لاسلوب سرد القصة وكيفية تطور الشخصيات والتمثيل الصوتي وكيفية تأثير اختيارات الاعب اثناء اللعب على مجريات اللعبة.

## أجزاء اللعبة الرئيسية
| الاسم      | الإصدار | الأجهزة                            |
| ---------- | ------- | ---------------------------------- |
| ماس إيفكت  | 2007    | ويندوز، إكس بوكس 360               |
| ماس إفكت 2 | 2010    | ويندوز، إكس بوكس 360، بلاي ستيشن 3 |
| ماس إفكت 3 | 2012    | ويندوز، إكس بوكس 360، بلاي ستيشن 3 |